# Pierre Baux (acteur)
Pour les articles homonymes, voir Baux et Pierre Baux (homonymie).
Pierre Baux est un acteur de cinéma et de théâtre français.
Il a travaillé à plusieurs reprises avec Ludovic Lagarde. Pierre Baux a joué quatre ans à la Comédie de Reims.
En 2020, avec Antoine Caubet, ils fondent le Festival543 à Coustouges.

## Théâtre
- Le Petit Monde de Georges Courteline
- Sœurs et Frères d'Olivier Cadiot
- Platonov d'Anton Tchekhov
- Les Contes de Grimm - l’intégrale ou presque, mise en scène Gilles Zaepffel
- Voyage à vélo de Matthieu Malgrange, mise en scène Gilles Zaepffel
- Memento, mise en scène Jacques Rebotier et François Veyret
- Tokyo Notes d'Oriza Hirata, mise en scène Frédéric Fisbach
- L’Avenir oublié, mise en scène Slimane Benaïssa
- Brancusi contre États-Unis, mise en scène Eric Vigner
- L’Enfant de Jules Vallès, mise en scène Jeanne Champagne
- 1996 : Ivanov d'Anton Tchekhov, mise en scène Ludovic Lagarde, Festival du Jeune Théâtre d'Alès
- 2000 : Le Cercle de craie caucasien de Bertolt Brecht, mise en scène Ludovic Lagarde, Théâtre d'Ivry Antoine Vitez
- 2001 : Mesure pour mesure de William Shakespeare, mise en scène Jacques Nichet, Théâtre national de Toulouse, tournée
- 2002 : Mesure pour mesure de William Shakespeare, mise en scène Jacques Nichet, tournée
- 2004 : Oui dit le très jeune homme de Gertrude Stein, mise en scène Ludovic Lagarde, Festival d'Avignon
- 2004 : Fairy Queen d'Olivier Cadiot, mise en scène Ludovic Lagarde, Festival d'Avignon, Théâtre national de la Colline
- 2007 : Richard III de William Shakespeare, mise en scène Ludovic Lagarde, Festival d'Avignon
- 2007 : Faut pas payer ! de Dario Fo, mise en scène Jacques Nichet
- 2008 : Richard III de William Shakespeare, mise en scène Ludovic Lagarde, tournée
- 2008 : Ecrits Rock, mise en scène Matthieu Malgrange et Laetitia Zaepffel
- 2008 : Ordet de Kaj Munk, mise en scène Arthur Nauzyciel, Festival d'Avignon, Les Gémeaux
- 2010 : Partage de midi de Paul Claudel, mise en scène Antoine Caubetl, Théâtre de l'Aquarium
- 2010 : Un nid pour quoi faire de Olivier Cadiot, mise en scène Ludovic Lagarde, festival d'Avignon, Théâtre de la Ville
- 2011 : Le Long Voyage vers la nuit de Eugène O'Neill, mise en scène Célie Pauthe, Théâtre national de la Colline, Comédie de Reims, La Criée
- 2018 : Le Traitement de Martin Crimp, traduction Élisabeth Angel-Perez, mise en scène Rémy Barché, Théâtre de Abbesses, Théâtre Dijon-Bourgogne

## Filmographie

### Cinéma
- 1987 : Sécurité publique
- 1998 : Les Jours bleus : Pierre
- 1998 : L'Électron libre : Phil
- 1999 : Les Étrangers : Le lieutenant
- 1999 : La Nouvelle Ève : Denis
- 2000 : Franck Spadone
- 2001 : Roberto Succo : Le mari de Françoise Cottaz
- 2002 : Pauvre de moi
- 2003 : Elle est des nôtres : Chauffeur Transeuro
- 2004 : La Peur, petit chasseur : Le père
- 2005 : Zim and Co. : Skin prison
- 2012 : Portraits de maîtresses
- 2013 : Möbius : Birnbaum

### Télévision
- 1997 : Une femme en blanc
- 2000 : La Laïque : Un villageois
- 2000 : L'Enchanteur : Antoine Durand
- 2002 : Libre circulation : Hervé
- 2002 : Avocats et Associés  - La clef sous la porte : L'avocat de Brice
- 2002 : Avocats et Associés  - Sexe, drogue et techno : L'avocat de Brice
- 2008 : Les Bleus, premiers pas dans la police épisodes 4 à 6 de la 2e saison : Marco Kruger
- 2011 : Nicolas Le Floch épisode 2 de la 4e saison : Saint Jean
- 2012 : Engrenages épisode 1 de la 4e saison : Le vigile
- 2016 : Un Village Français saison 7 : Maître Lévi

## Doublage
- Tony Leung Chiu-wai dans :
  - Infernal Affairs : Chan Wing Yan
  - Infernal Affairs 3 : Chan Wing Yan
- 1992 : Capitaine Planète : Kwame (LeVar Burton)
- 1996 : Trainspotting : Swanney (Peter Mullan)
- 1996 : Sleepers : Lorenzo Carcaterra alias "Shakes" / le narrateur (Jason Patric)
- 1997 : The Full Monty : Lomper (Steve Huison)
- 1998 : L'Enjeu : Frank Conner (Andy Garcia)